# Wydubyczi
Wydubyczi (ukr. Видубичі) – jedna ze stacji kijowskiego metra na linii Syrećko-Peczerśka. Została otwarta 30 grudnia 1991. 
Stacja posiada 2 wejścia. Jedno z nich znajduje się w przejściu podziemnym pod skrzyżowaniu ulicy Saperno-Słobidskiej i Szosy Nadniprjanskiej. Kolejne znajduje się w pobliżu dworca autobusowego Wydubyczi. Drugie wejście zostało zbudowane w 2001 roku.